# Poecilia catemaconis
Poecilia catemaconis là một loài cá nước ngọt thuộc chi Poecilia trong họ Cá khổng tước. Loài này được mô tả lần đầu tiên vào năm 1975.

## Phân bố và môi trường sống
P. catemaconis hiện chỉ được tìm thấy tại hồ Laguna Catemaco ở bang Veracruz, Mexico.

## Mô tả
Mẫu vật lớn nhất của P. marcellinoi có chiều dài cơ thể được ghi nhận là 10,5 cm, thuộc về một cá thể mái; cá đực có chiều dài tối đa được ghi nhận là 8 cm.